# アンジェラ・リー
アンジェラ・リー（英語: Angela Lee、中国語: 李 胜珠、1996年7月8日 - ）は、カナダとアメリカ合衆国の女性元総合格闘家、実業家。ブリティッシュコロンビア州バンクーバー出身。ハワイ州ワイパフに在住。イヴォルブMMA/ユナイテッドMMA所属。元ONE世界女子アトム級王者。FIGHT STORY主宰。

## 来歴
カナダのバンクーバーで中国系シンガポール人の父親と韓国生まれのカナダ人の母親の間に生まれ、7歳の時にアメリカ合衆国のハワイ州へ移住した。格闘家である両親の影響で6歳から格闘技を始めた。
2014年8月2日にアマチュアデビュー。アマチュアで3勝無敗の戦績を残してプロへ転向。

### ONE Championship
2015年5月22日、 ONE Championship 27でプロデビュー。アヤ・サバーと対戦し、腕ひしぎ十字固めで一本勝利。
2015年11月13日、ONE Championship 33でナタリー・ゴンザレス・ヒルズと対戦し、ツイスターで一本勝利。

#### ONE世界王座獲得
2016年5月6日、ONE Championship 42の初代ONE世界女子アトム級王座決定戦でV.V Meiと対戦し、判定勝利を収め19歳で世界王座獲得に成功した。
2017年3月11日、ONE Championship 53のONE世界女子アトム級タイトルマッチで挑戦者のジェニー・ファンと対戦し、パウンドでTKO勝利を収め王座の初防衛に成功した。
2017年5月26日、ONE Championship 55のONE世界女子アトム級タイトルマッチで挑戦者のイステラ・ヌネスと対戦し、アナコンダチョークで一本勝利を収め2度目の王座防衛に成功した。
2017年11月8日、居眠り運転で交通事故を起こし、脳震盪と軽い火傷を負ったと報道された。しかし2023年9月19日にアンジェラはこの事故は実際は試合へのプレッシャーからの自死未遂だったことを明かしている。
2018年5月18日、ONE Championship: Unstoppable DreamsのONE世界女子アトム級タイトルマッチでV.V Meiと対戦し、判定勝ちを収め3度目の王座防衛に成功した。
2019年3月31日、One Championship：A New Eraで二階級制覇を目指し階級を1階級上げONE世界女子ストロー級タイトルマッチで王者のション・ジンナンに挑戦したが、5RTKO負けを喫し王座の獲得に失敗した。
2019年7月12日、ONE Championship: Masters of Destinyでミシェル・ニコリニとストロー級契約で対戦し、アンジェラが勝利したとする声が多数あがった物議を醸す判定で敗れた。
2019年10月13日、ONE Championship: Century Part 1のONE世界女子アトム級タイトルマッチで1階級上のONE世界女子ストロー級王者で挑戦者のション・ジンナンと再戦し、リアネイキッドチョークで一本勝ちを収め4度目の王座防衛に成功すると共にリベンジにも成功した。
2022年3月26日、出産休養を経て約2年5か月ぶりの復帰戦となったONE Championship: Xで、ONE女子アトム級ワールドグランプリ優勝者のスタンプ・フェアテックスとONE世界女子アトム級タイトルマッチで対戦し、2Rにリアネイキッドチョークで一本勝ちを収め、5度目の王座防衛に成功した。
2022年10月1日、ONE on Prime Video 2で再び二階級制覇を目指し階級を1階級上げONE世界女子ストロー級タイトルマッチで王者のション・ジンナンに挑戦したが、5R判定負けを喫した。

#### 現役引退
2023年9月30日、ONE Fight Night 14にて2022年12月26日の妹ビクトリア・リーの死去の影響により総合格闘技からの引退を表明し王座を返上した。

## 人物・エピソード
- 両親が共に格闘家で、弟のクリスチャン・リーも総合格闘家。2022年12月26日に18歳で自死で亡くなった妹のビクトリア・リーも総合格闘家だった[2]。
- 2023年9月にメンタルヘルスや自死について取り組む非営利団体「FIGHT STORY」を設立しており、引退後はその活動に専念している。
- 総合格闘家のブルーノ・プッチと結婚し子供が一人いる。

## 戦績
| 総合格闘技 戦績 | 総合格闘技 戦績 | 総合格闘技 戦績 | 総合格闘技 戦績 | 総合格闘技 戦績 | 総合格闘技 戦績 | 総合格闘技 戦績 |
| --------------- | --------------- | --------------- | --------------- | --------------- | --------------- | --------------- |
| 14 試合         | (T)KO           | 一本            | 判定            | その他          | 引き分け        | 無効試合        |
| 11 勝           | 1               | 8               | 2               | 0               | 0               | 0               |
| 3 敗            | 1               | 0               | 2               | 0               | 0               | 0               |

| 勝敗 | 対戦相手                     | 試合結果                           | 大会名                                                                       | 開催年月日     |
| ×    | ション・ジンナン             | 5分5R終了 判定0-3                  | ONE on Prime Video 2 【ONE世界女子ストロー級タイトルマッチ】                 | 2022年10月1日  |
| ○    | スタンプ・フェアテックス     | 2R 4:50 リアネイキッドチョーク     | ONE Championship: X 【ONE世界女子アトム級タイトルマッチ】                    | 2022年3月26日  |
| ○    | ション・ジンナン             | 5R 4:48 リアネイキッドチョーク     | ONE Championship: Century Part 1 【ONE世界女子アトム級タイトルマッチ】       | 2019年10月13日 |
| ×    | ミシェル・ニコリニ           | 5分3R終了 判定0-3                  | ONE Championship: Masters of Destiny                                         | 2019年7月12日  |
| ×    | ション・ジンナン             | 5R 1:37 TKO(ボディ キック＆パンチ) | ONE Championship: A New Era 【ONE世界女子ストロー級タイトルマッチ】          | 2019年3月31日  |
| ○    | V.V Mei                      | 5分3R終了 判定3-0                  | ONE Championship: Unstoppable Dreams 【ONE世界女子アトム級タイトルマッチ】   | 2018年5月18日  |
| ○    | イステラ・ヌネス             | 2R 2:18 アナコンダチョーク         | ONE Championship 55: Dynasty of Heroes 【ONE世界女子アトム級タイトルマッチ】 | 2017年5月26日  |
| ○    | ジェニー・ファン             | 3R 3:37 TKO（パウンド）            | ONE Championship 53: Warrior Kingdom 【ONE世界女子アトム級タイトルマッチ】   | 2017年3月11日  |
| ○    | V.V Mei                      | 5分5R終了 判定3-0                  | ONE Championship 42: Ascent to Power 【ONE世界女子アトム級王座決定戦】       | 2016年5月6日   |
| ○    | レベッカ・ハインツマン       | 2R 1:08 ネッククランク             | ONE Championship 39: Tribe of Warriors                                       | 2016年2月20日  |
| ○    | レナ・コワラスカ             | 2R 3:26 リアネイキッドチョーク     | ONE Championship 36: Spirit of Champions                                     | 2015年12月11日 |
| ○    | ナタリー・ゴンザレス・ヒルズ | 1R 2:24 ツイスター                 | ONE Championship 33: Pride of Lions                                          | 2015年11月13日 |
| ○    | モナ・サミール               | 1R 3:49 リアネイキッドチョーク     | ONE Championship 31: Odyssey of Champions                                    | 2015年9月27日  |
| ○    | アヤ・サバー                 | 1R 1:43 腕ひしぎ十字固め           | ONE Championship 27: Warrior's Quest                                         | 2015年5月22日  |

## 獲得タイトル
- 初代ONE世界女子アトム級王座（2016年）